# Olesno
Olesno (niem. Rosenberg, śl. Òleszno, Uoleszno, Růżano Gůra) – miasto w Polsce położone w województwie opolskim, w powiecie oleskim, siedziba gminy miejsko-wiejskiej Olesno. Historycznie leży na Górnym Śląsku, na ziemi oleskiej, na Wyżynie Woźnicko-Wieluńskiej, będącej częścią Wyżyny Śląsko-Krakowskiej. Przepływa przez nie rzeka Stobrawa.
W latach 1975–1998 miasto administracyjnie należało do województwa częstochowskiego.
Według danych GUS na 1 stycznia 2024 r. miasto było zamieszkane przez 9047 osób.

## Geografia

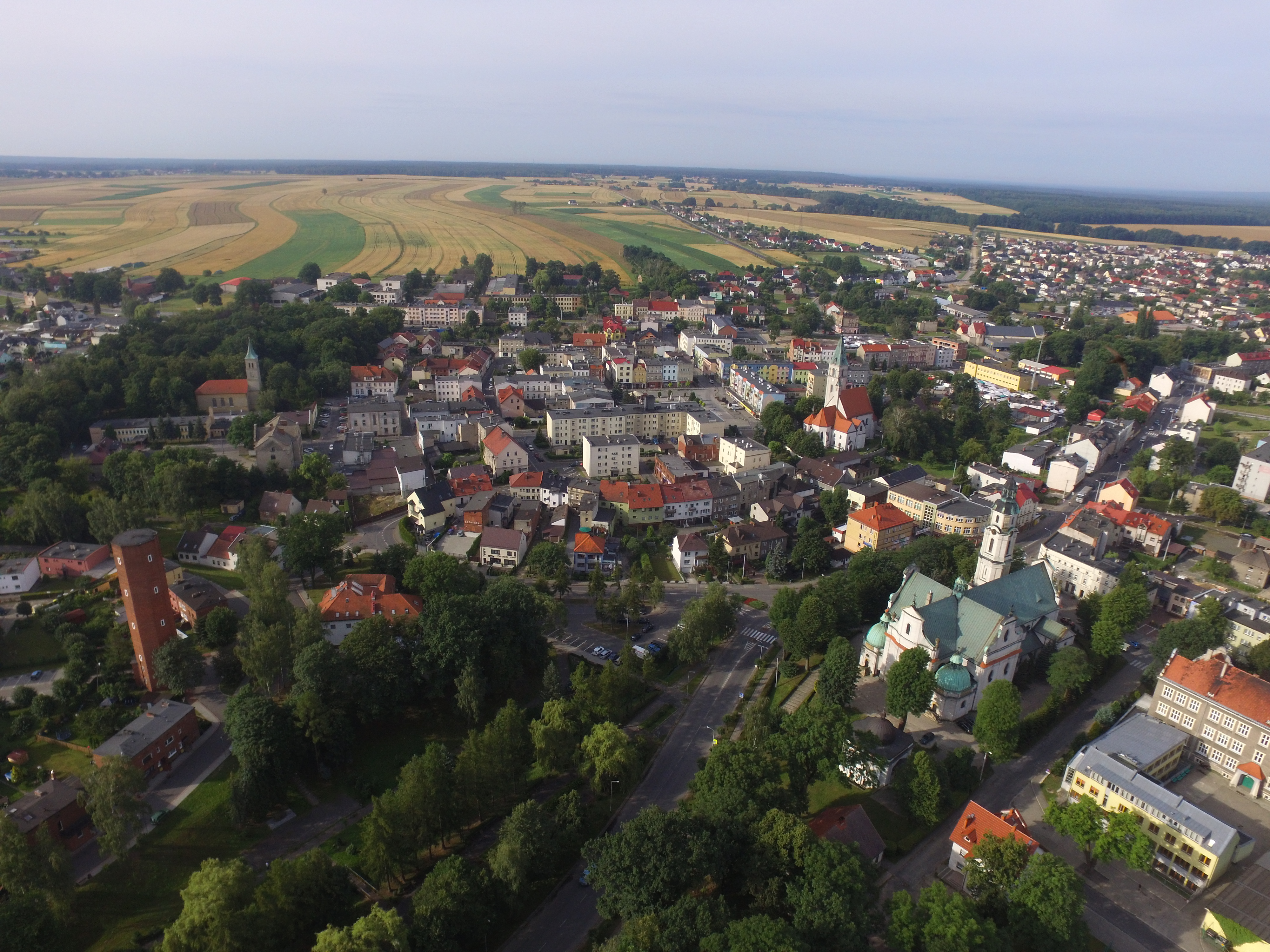
Panorama Olesna

### Położenie
Miasto jest położone w południowo-zachodniej Polsce, w województwie opolskim, na Progu Woźnickim w Wyżynie Woźnicko-Wieluńskiej. Przez granice administracyjne miasta przepływa rzeka Stobrawa (prawy dopływ Odry). Olesno położone jest na wysokości 240 m n.p.m.

### Środowisko naturalne
W Oleśnie panuje klimat umiarkowany ciepły. Średnia temperatura roczna wynosi +8,1 °C. Duże zróżnicowanie dotyczy termicznych pór roku. Średnie roczne opady atmosferyczne w rejonie Olesna wynoszą 611 mm. Dominują wiatry zachodnie.

### Podział miasta
Według Krajowego Rejestru Urzędowego Podziału Terytorialnego Kraju częściami Olesna są:
- Dobrodzieńska
- Wronczyn

W mieście znajdują się również osiedla:
- os. 1000-lecia
- os. Walce
- os. Słowackiego

## Nazwa
Pierwsza wzmianka o miejscowości w formie Olesno pochodzi z dokumentu z 1226 roku, który został wydany przez biskupa wrocławskiego Wawrzyńca na polecenie księcia opolskiego Kazimierza I. Nazwa była później notowana także w formach de Olesno (1274), von Olesno (1274), Olesno (1294), Rosenberc (1300), Olesno (ok. 1300), Rosenberg (1310), Rosenberg (1319), Rosenberg (Olessno) (1460), Olesno (1551), Rosenberg (1564), Rosenbergensis (1652), Rosenbergensis (1652), Stadt Rosenberg (1743), Rosenberg (1783), Rosenberg (1845), Rosenberg – Olesno (1864), Rosenberg (1886), Rosenberg, Olesno (1887), Oleśno, Rosenberg (1896), Oleśno, Rosenberg (1900), Olesno, Rosenberg (1939), Rosenberg (1941). W roku 1613 śląski regionalista i historyk Mikołaj Henel z Prudnika wymienił miejscowość w swoim dziele o geografii Śląska pt. Silesiographia podając jej łacińską nazwę: Rosenberga.
Nazwa pochodzi od wyrazu olcha, olsza. Pierwotnie brzmiała Oleszno. Została utworzona przy użyciu przyrostka * -ьno i oznaczała miejsce porośnięte olchami. Forma Olesno powstała pod wpływem wymowy gwarowej (tzw. mazurzenia, tu wymowy š jako s). W wymowie gwarowej: ṷolesno. Potoczna forma Oleśno jest wynikiem mieszania się w gwarze spółgłosek š, ś, s. W języku niemieckim miasto otrzymało równoległą nazwę Rosenberg, która oznacza górę z różami.
Obecna nazwa została administracyjnie zatwierdzona 7 maja 1946 roku.

## Historia

### Prehistoria
Ślady pobytu człowieka w okolicy Olesna, potwierdzone badaniami archeologicznymi, sięgają epoki neolitu. Dowodzą temu znaleziska archeologiczne z Jam, Kozłowic, Ligoty Oleskiej, Radłowa, Skrońska i Sternalic. Znaleziono również pozostałości ceramiki kultur neolitycznych w Bodzanowicach, Jastrzygowicach, Kościeliskach i Wachowie. Na terenie miasta, na osiedlu Walce, znaleziono pozostałości cmentarzyska i osady z epoki brązu.

### Średniowiecze

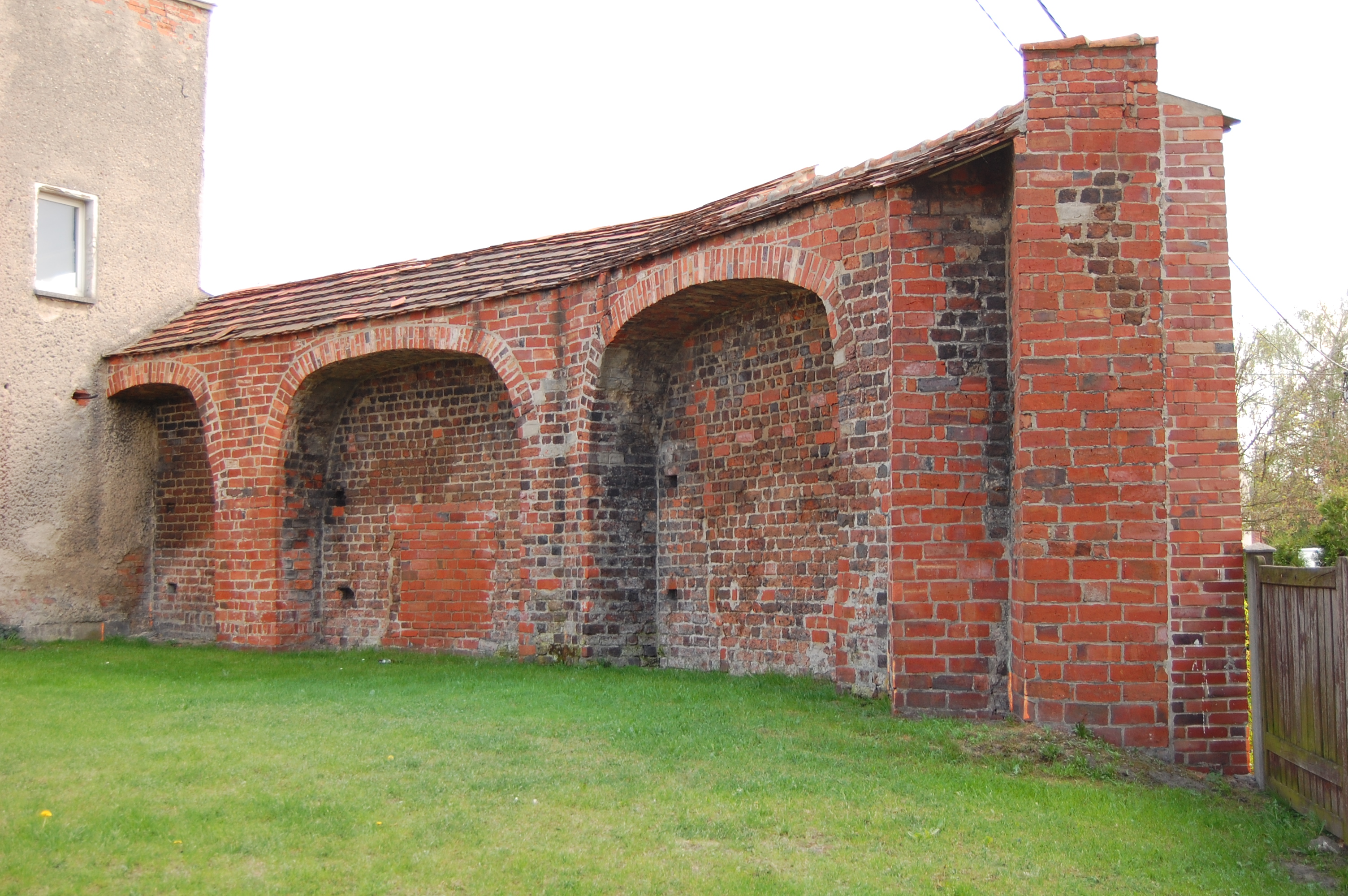
Pozostałości murów miejskich z XV w.

Atutem osiedleńczym było bogactwo miejscowej natury, a także położenie Olesna przy szlaku bursztynowym z basenu Morza Śródziemnego do wybrzeża Morza Bałtyckiego, a także szlaku królewskim z Wrocławia do Krakowa i dalej nad Morze Czarne.
Pierwsza wzmianka o Oleśnie pochodzi z dokumentu erekcyjnego kościoła grodowego, wystawionego w 1226 przez biskupa wrocławskiego Wawrzyńca na polecenie księcia opolsko-raciborskiego Kazimierza I. Potwierdzono w nim fakt istnienia w Oleśnie komory celnej, która należała do biskupa Wawrzyńca. Książę Władysław opolski lokował miasto w 1275. W XIII wieku miasto było we władaniu książąt wrocławskich. Przed 1294 zostało ponownie przejęte przez książąt opolskich. Miasto stało się siedzibą kasztelanii, a w 1404 zostało otoczone murami obronnymi. W tym czasie liczyło ono ok. 160 domów mieszczańskich.
W 1327 książę Opola i Olesna Bolesław II uznał zwierzchnictwo czeskie. W 1396 wojewoda krakowski Spytko II z Melsztyna spustoszył posiadłości Władysława Opolczyka, w tym Lubliniec, Olesno i Gorzów Śląski. Po udanej ofensywie na posiadłości Władysława Opolczyka król Władysław Jagiełło nie skorzystał z możliwości zajęcia jego terytorium na terenie Śląska, co mogłoby go postawić w niewygodnej pozycji lennika króla czeskiego. Stąd też zdobyte Olesno i Lubliniec otrzymał w 1396 Spytko z Melszytna. W 1397 roku zbył owe dobra w następnym roku na rzecz Przemka cieszyńskiego oraz jego synów, a ostatecznie obdarował nimi swą córkę, która wniosła je we wianie, zawierając związek małżeński z Bernardem niemodlińskim w 1401. Ponieważ dokument lokacyjny Olesna został strawiony przez pożar, 10 czerwca 1450 Bernard niemodliński nadał Olesnu nowe prawa miejskie, potwierdzając wcześniej nabyte ustalenia prawa magdeburskiego.

### XVI–XX wiek

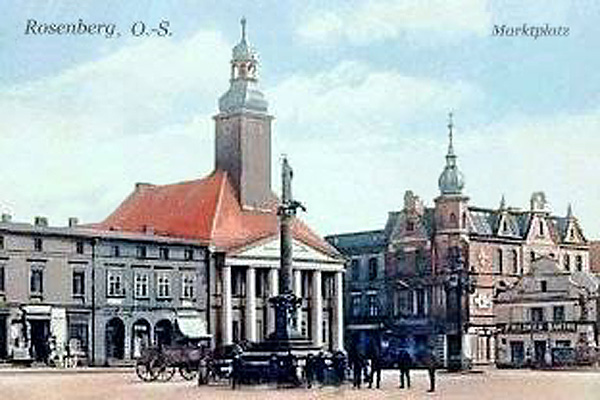
Rynek w Oleśnie (ok. 1890)

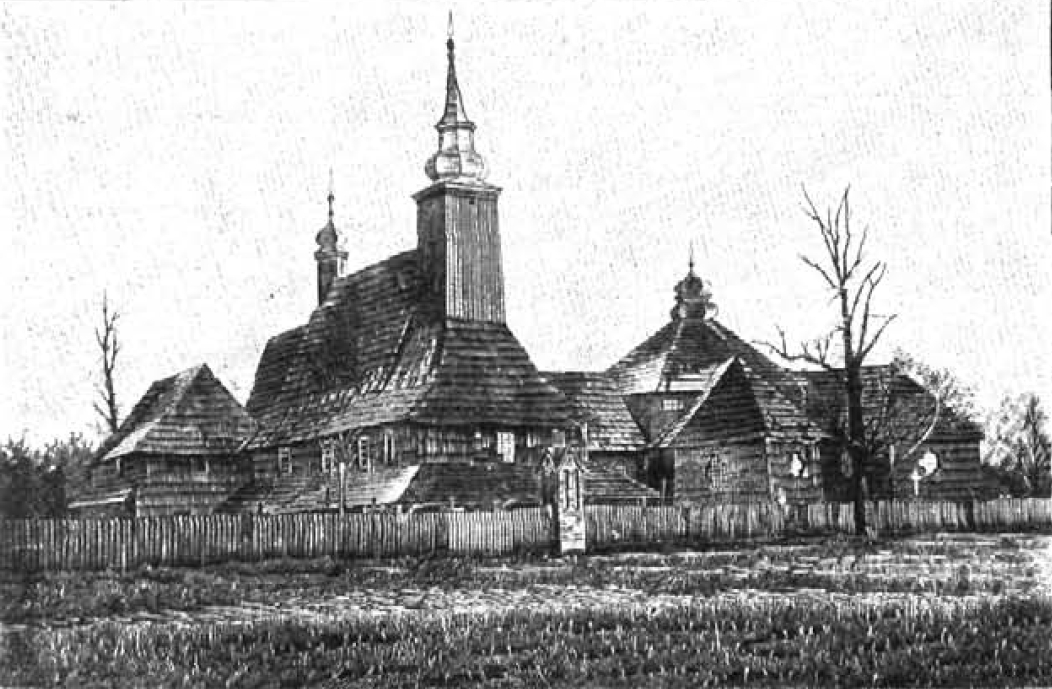
Kościół św. Anny (XIX wiek)

W myśl zawartych z Janem II Dobrym umów Olesno wraz z całym księstwem opolsko-raciborskim przypadł królom czeskim z dynastii Habsburgów. Udzielali oni opolskiego lenna m.in. Wazom w latach 1645–1666. Wśród prywatnych właścicieli miasta byli m.in.: Izabela Jagiellonka, królowa Węgier, córka króla polskiego Zygmunta I Starego i Bony, baron Jan von Beess, a przez ponad 200 lat należało do hrabiowskiego rodu Gaszynów.
W trakcie wojny trzydziestoletniej (1618–1648) miasto ucierpiało przez przemarsze wojsk, pociągających za sobą grabieże, kontrybucje, gwałty i pożary. W 1708 panująca w mieście epidemia dżumy pochłonęła niemal 90% mieszkańców, pozostawiając przy życiu jedynie ok. 100 (90, 95, 96).
W wyniku wojen śląskich pomiędzy Prusami oraz Austrią w 1742 Olesno wraz z większością Śląska zostało włączone do Królestwa Prus. Dzięki położeniu na pograniczu Śląska i ziem koronnych Polski miasto znacznie się rozwinęło. W XVIII w. funkcjonowało w nim 18 cechów rzemieślniczych, wśród których największą rolę odgrywali szewcy (47 mistrzów), kuśnierze (17 mistrzów) oraz płóciennicy (32 warsztaty). Pod koniec XVIII wieku w mieście powstała Gmina Żydowska. W 1801 w mieście otworzono pierwszą na Górnym Śląsku drukarnię założoną przez proboszcza Jana Gałeczkę.
W okresie wojen napoleońskich w 1806 miasto zajął Hieronim Bonaparte. Od 1816 Olesno było miastem powiatowym w rejencji opolskiej, grającym rolę ośrodka gospodarczego i kulturalnego. W XIX w., gdy na Dolnym Śląsku rozwijały się już manufaktury i pierwsze fabryki tkackie, w Oleśnie nastąpił dalszy wzrost ilości warsztatów tkackich (w 1840 r. istniało 56 warsztatów). Obok rzemiosła i rolnictwa poważną rolę w tym pogranicznym mieście odgrywał handel, w tym tranzytowy: w połowie stulecia w Oleśnie było 52 kupców i handlarzy oraz działało 25 gospód i szynków. W okresie powstania listopadowego, w 1831 w okolicy Olesna stacjonował drugi szwadron 6 Pułku Huzarów przeniesiony z Prudnika. W latach 1848–1849 burzliwe wydarzenia Wiosny Ludów przeszły także przez tereny miasta. W wyniku jej w mieście zaczęto pierwszy lokalny tygodnik polski „Telegraf Górnośląski”.
Topograficzny opis Górnego Śląska z 1865 roku odnotowuje stosunki językowe w mieście: „Die deutsche Sprache ist vorherrschend und wird rein gesprochen, in der katholischen Kirche wird polnisch und deutsch, in der evangelischen nur deutsch gepredigt”, czyli w tłumaczeniu na język polski „Niemiecka mowa dominuje w mieście, polski i niemiecki używany jest w kościele katolickim, w protestanckim tylko niemiecki”. W 1863 roku Julius Roger w swojej książce wydanej we Wrocławiu pt. Pieśni Ludu Polskiego w Górnym Szląsku zanotował kilkanaście polskich piosenek ludowych z Olesna. Według oficjalnych danych z 1905 r. językiem ojczystym 56% mieszkańców był niemiecki, a niemal 35% polski; ponad 6% zadeklarowało dwujęzyczność.
Podczas I wojny światowej Olesno było miastem lazaretowym, dla rannych żołnierzy różnych narodowości z frontu wschodniego.

### Dwudziestolecie międzywojenne

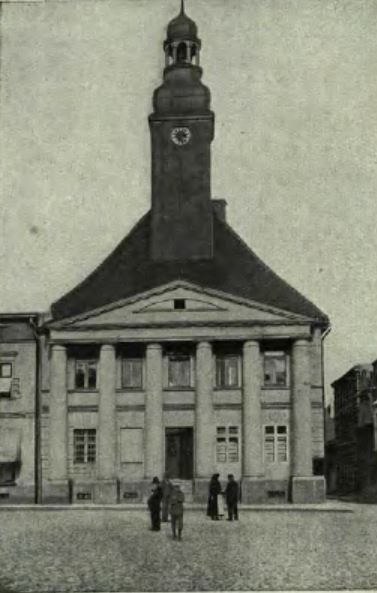
Ratusz w Oleśnie (1925)

Od 1919 Olesno należało do nowo utworzonej prowincji Górny Śląsk. Prowincja została zlikwidowana w 1938, a 18 stycznia 1941 utworzono ją ponownie.
Nocą z 7 na 8 czerwca 1919 roku doszło do powstania oleskiego, które było pierwszym zbrojnym wystąpieniem polskiej ludności Górnego Śląska przeciwko Niemcom. Po zakończeniu wojny i powstaniu II Rzeczypospolitej, Polacy zamieszkali na ziemi oleskiej chcieli przyłączenia do Polski, natomiast Niemcy pozostania w Rzeszy. Na tym tle wybuchały nieporozumienia, a nawet bójki. 15 grudnia 1918 roku doszło w Oleśnie do pierwszych starć niemiecko-polskich. Żołnierze Grenzschutzu pobili na wiecu w Oleśnie ks. Kuczkę. W jego obronie stanęli polscy miejscowi chłopi z podoleskich wsi. Dochodziło do gwałtownych starć. W związku z oczekiwaniem na plebiscyt górnośląski, w celu przyspieszenia przyłączenia ziemi oleskiej do Polski ks. Kuczka, robotnik Walentyn Sojka z Łowoszowa oraz Laskowski, polski właściciel ziemski z Olesna, opracowali samodzielny plan opanowania całego powiatu oleskiego i przyłączenia do Polski przy pomocy wojsk polskich, stacjonujących za Prosną i Liswartą. Plan przewidywał zerwanie łączności telefonicznej i kolejowej między Olesnem i okolicznymi powiatami. Jedna grupa powstańców miała wysadzić most pod Sowczycami, druga pod Kluczborkiem, co doprowadziłoby do całkowitego odcięcia od Opola, Lublińca i Kluczborka. Trzecia grupa miała uderzyć na baterie artylerii niemieckiej w Wojciechowie. Zadania wysadzenia mostów grupa polska w Oleśnie otrzymała od polskiego posterunku wywiadowczego w Praszce (posterunek nie zachęcał jednak do powstania). Zdołano przerwać łączność telefoniczną między Olesnem i innymi miejscowościami oraz zaminować most pod Sowczycami, jednak działań nie wsparły też wojska polskie zza rzeki Prosny. landrat oleski i prezydent rejencji w Opolu ściągnęli posiłki wojskowe. W wyniku śledztwa, rewizji i obław aresztowano ponad 60 osób. Oleska POW uległa dekonspiracji, odrodziła się dopiero w marcu 1920 roku pod dowództwem Franciszka Grobelnego.
W plebiscycie górnośląskim 20 marca 1920 3286 głosujących opowiedziało się za pozostaniem miasta w granicach Niemiec, zaś 473 osoby – za przyłączeniem do Polski.
3 maja 1921 do Olesna dotarła wiadomość o wybuchu III powstania śląskiego. W dniu 5 i 6 maja powstańcy z terenu powiatu oleskiego zajęli Olesno, Łowoszów, Wojciechów i Stare Olesno, a następnie wkroczyli do Puszczy Szumiradzkiej przecinając ważną linię kolejową.
Podczas nocy kryształowej z 9 na 10 listopada 1938, bojówki hitlerowskie spaliły oleską synagogę, zbudowaną w latach 1887–1889.

### II wojna światowa
Rano 1 września 1939 załoga por. obs. Nowaka z ppor. pil. Ebenrytterem i kpr. strz. Tyrakowskim rozpoznawała ruchy jednostek pancernych na południowym skrzydle Armii „Łódź”. W rejonie Olesno–Kluczbork–Krzepice wykryto duże zgrupowanie oddziałów pancerno-motorowych. W trakcie rozpoznania myśliwce Luftwaffe zaatakowały polski samolot raniąc w nogę strzelca Tyrakowskiego. Godzinę później w rejon Kluczbork-Olesno polecieli ppor. obs. Kuliński, plut. pil. Trybulec i kpr. strz. Nitzke. Załoga została spędzona przez niemieckie myśliwce. Po południu zadania rozpoznawcze wykonały załogi por. obs. Maliszewskiego i pchor. obs. Kandziory.
2 września prowadzono rozpoznanie na korzyść sztabu armii i ustalała zasadnicze kierunki uderzeń nieprzyjaciela. Startując o 9.40 załoga pchor. obs. Kandziory wykryła w rejonie Olesna kolumnę samochodów i duże zgrupowanie czołgów na szosie Kuźnica–Czarny Las. W locie powrotnym pchor. Maślankiewicz zestrzelił samolot Henschel 126.
Po rozpoczęciu II wojny światowej w miejscowym więzieniu władze niemieckie umieściły aresztowanych działaczy polskiej mniejszości. Niemieckie władze nazistowskie skonfiskowały także kapitał oraz majątek znajdującego się w mieście Banku Ludowego. Zrabowano m.in. 250. tys. marek. Pracownicy banku i ich rodziny zostali aresztowani.
W trakcie wojny znajdowały się tutaj filie obozu Stutthof. Wojska Armii Czerwonej uczestniczące w ofensywie styczniowej przekroczyły dawną granicę polsko-niemiecką i 19 stycznia 1945 dotarły pod Olesno. Po walkach i rozbiciu garnizonu niemieckiego miasto zostało zdobyte 20 stycznia przez żołnierzy z 33 Korpusu Piechoty dowodzonego przez gen. Nikitę Lebiedienkę. W nocy z 22 na 23 stycznia 1945 spłonął budynek ratusza oraz plebania. Spaliło się wtedy wiele akt miasta. Ogółem w czasie działań wojennych prowadzonych między wojskami III Rzeszy a Związku Radzieckiego zniszczonych zostało około 250 domów.

### Czasy polskie

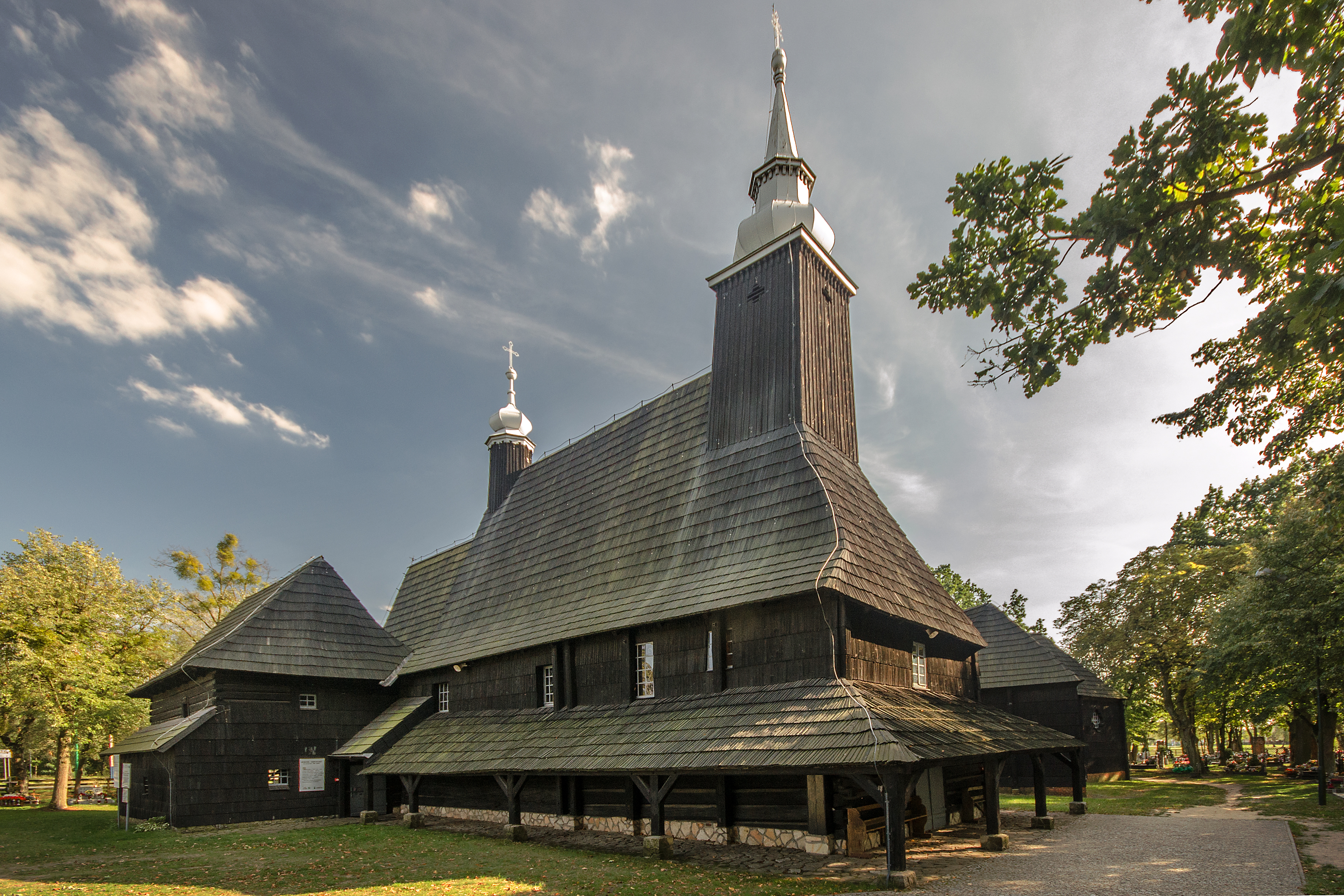
Kościół św. Anny

24 marca 1945 roku z Katowic do Olesna przybyła polska grupa przejmująca miasto od armii radzieckiej. Pierwszym starostą Olesna został Ludwik Affa (marzec – październik 1945).
Po wojnie miasto rozwijało się powoli. W latach 50. czynnych było tylko kilka niewielkich zakładów produkcyjnych, przeważnie drobnych firm spółdzielczych. Największym była Spółdzielnia Włókiennicza „Oleśnianka”, która zatrudniała ok. 160 osób. Poza tym działało kilka spółdzielczych fabryczek mebli oraz młyn parowy. Prawie połowa mieszkańców miasta pracowała poza powiatem oleskim.
Od 1958 rozpoczęło działalność Stowarzyszenie Miłośników Ziemi Oleskiej. Popularyzuje kulturę ziemi oleskiej, tradycję folklorystyczną i etnograficzną regionu. Od 1966 r. wydaje rocznik „Głos Olesna”. Od 1992 Olesno utrzymuje partnerskie kontakty z niemieckim miastem Arnsbergiem.
Po pierwszych wyborach do samorządu terytorialnego w Polsce po jego przywróceniu w 1990 roku burmistrzem miasta został Edward Flak.
W ramach reformy administracyjnej w Polsce w 1999 Olesno ponownie stało się siedzibą powiatu oleskiego.

## Demografia
Według danych GUS z 31 grudnia 2019, Olesno miało 9407 mieszkańców (13. miejsce w województwie opolskim i 420. w Polsce), powierzchnię 15,1 km² (17. miejsce w województwie opolskim i 414. miejsce w Polsce) i gęstość zaludnienia 623,7 os./km².
Mieszkańcy Olesna stanowią około 14,63% populacji powiatu oleskiego, co stanowi 0,96% populacji województwa opolskiego.
| Opis                              | Ogółem | Ogółem | Kobiety | Kobiety | Mężczyźni | Mężczyźni |
| --------------------------------- | ------ | ------ | ------- | ------- | --------- | --------- |
| jednostka                         | osób   | %      | osób    | %       | osób      | %         |
| populacja                         | 9407   | 100    | 4927    | 52,4    | 4480      | 47,6      |
| gęstość zaludnienia (mieszk./km²) | 623,7  | 623,7  | 326,8   | 326,8   | 296,9     | 296,9     |

### Liczba mieszkańców miasta
1782 – 1183
1816 – 1480
1825 – 2074
1832 – 2231
1840 – 2703
1852 – 3090
1861 – 2551
1890 – 3740
1905 – 5222
1925 – 5877
1933 – 6944
1939 – 7280
1995 – 10699
1996 – 10656
1997 – 10611
1998 – 10658
1999 – 10529
2000 – 10529
2001 – 10481
2002 – 10407
2003 – 10305
2004 – 10204
2005 – 10131
2006 – 10077
2007 – 10060
2008 – 9997
2009 – 9999
2010 – 9964
2011 – 9594
2012 – 9574
2013 – 9597
2014 – 9527
2015 – 9484
2016 – 9439
2017 – 9400
2018 – 9406
2019 – 9407
2025' –9507

## Zabytki

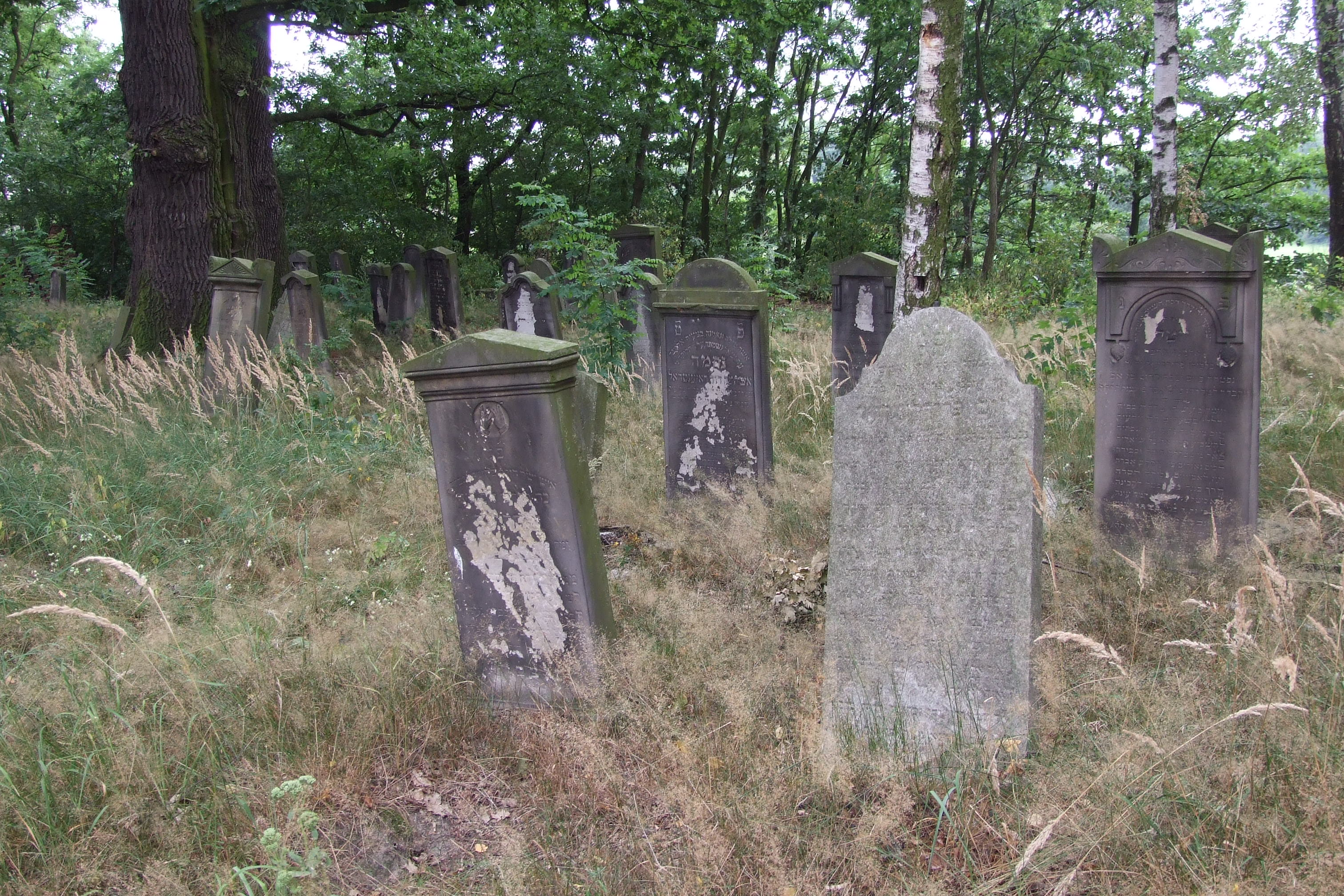
Cmentarz żydowski

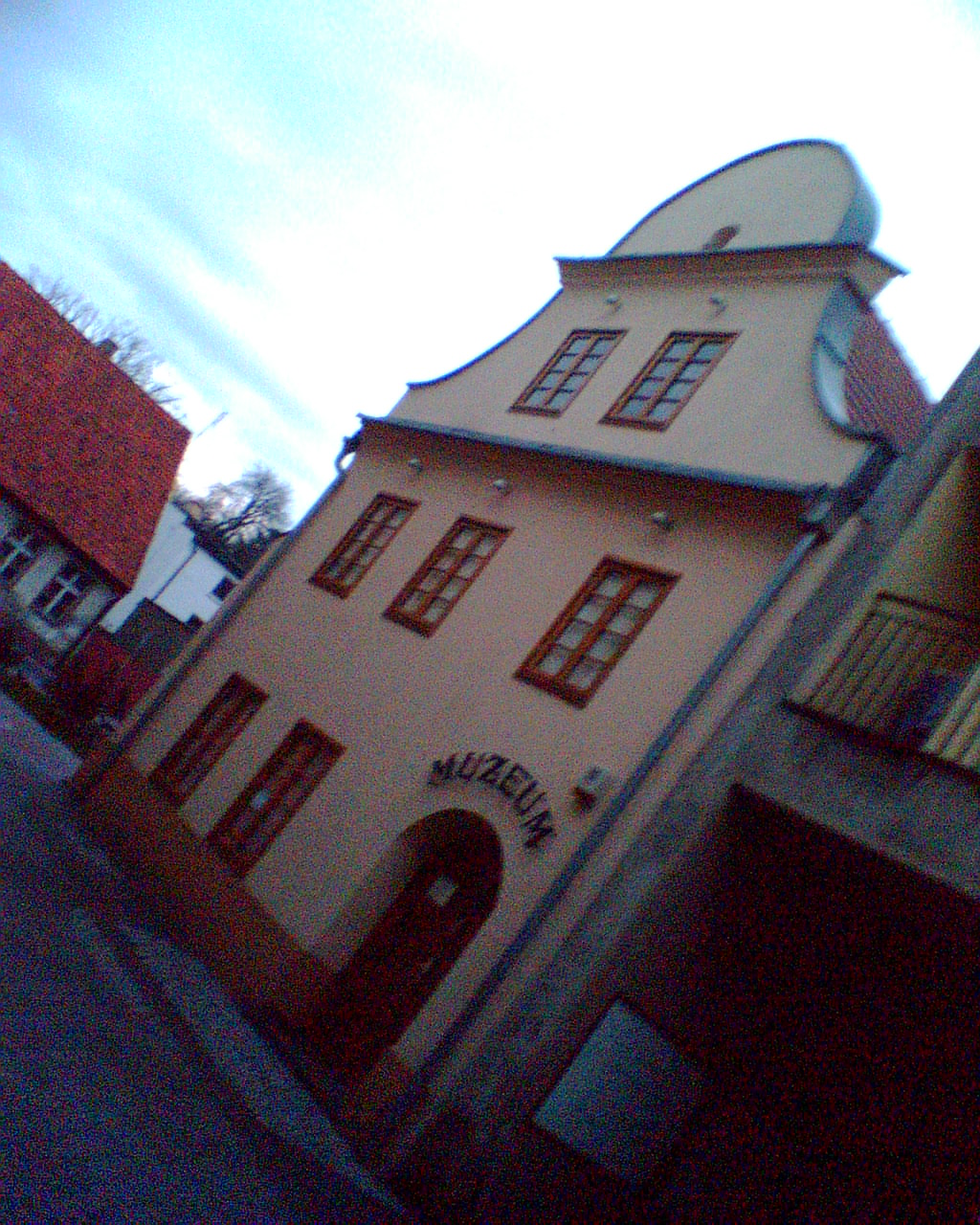
Kamienica barokowa, ul. Jaronia 7, z poł. XVIII w.

Do wojewódzkiego rejestru zabytków wpisane są:
- kościół fil. pw. św. Michała, ul. Kościelna, zbudowany w 1374 r. z fundacji księcia Władysława Opolskiego, poł. XVII w., 1856 r. Murowany, wielokrotnie przebudowywany. Obecnie z cechami gotyckimi i barokowymi. Portal gotycki z XIV/XV wieku, ołtarz wczesnobarokowy, w prezbiterium dekoracja stiukowa z 1657 r. Otoczony murem z arkadką i bramą
- plebania – wikarówka, ul. Kościelna 1, z poł. XVII, 1826 r.
- kościół odpustowy pw. św. Anny, ul. Gorzowska 3, zbudowany w 1518 roku, l. 1668–1670; to obiekt sakralnych zabytków budownictwa drewnianego. Do głównej nawy dobudowano w latach 1668–1670 pięć kaplic usytuowanych na rzucie gwiazdy. Konstrukcja zrębowa na podmurowaniu. W ołtarzu głównym XVI-wieczne rzeźby. W nawie głównej, na belce tęczowej, rzeźbiona figura z XVII wieku. Wiele innych elementów starego wyposażenia liturgicznego, późnogotyckiego i późnorenesansowego. Ołtarz został skradziony. Odzyskano tylko kilka figur, oglądać można repliki.
- kościół ewangelicki, ul. Henryka Brodatego 1, z l. 1851–1853 – połowy XIX w.; wypisany z księgi rejestru
- kaplica pw. św. Franciszka z Asyżu, przy dawnym szpitalu św. Anny, ul. Wielkie Przedmieście 2, z 1909 r.
- cmentarz żydowski, z pocz. XIX w.: ruiny domu przedpogrzebowego, ogrodzenie
- ratusz, obecnie muzeum, Rynek 20, zbudowany w 1826 r., w miejscu starszego z XVII wieku. Usytuowany w jednym z narożników czworobocznego rynku, z czasów lokacji. W 1945 roku spalony, odbudowany bez charakterystycznego wysokiego dachu z wieżą
- mury obronne, z XIV/XV w., pozostałości po rozebraniu w XVII w., ul. Lompy, wypisane z księgi rejestru
- dom – kamienica barokowa, ul. Jaronia 7, z poł. XVIII w.; dwutraktowa, z sienią przelotową, nie ma osi. Elewacja frontowa trójosiowa, szczyt ujęty spływami, zwieńczony półkoliście

inne zabytki:
- stara synagoga
- synagoga
- kościół parafialny pw. Bożego Ciała, obecny, zbudowany w 1913 roku, murowany, wzniesiony na miejscu poprzedniego drewnianego z XVII i XVIII wieku, który został przeniesiony do Gronowic. (Ostatnio spłonął).
- pozostałości zespołu dworskiego z XIX w. w Oleśnie-Świercze: oficyna, czworak, spichlerz, wozownia – obecnie mieszkania i magazyny, pozostałości parku.

## Transport

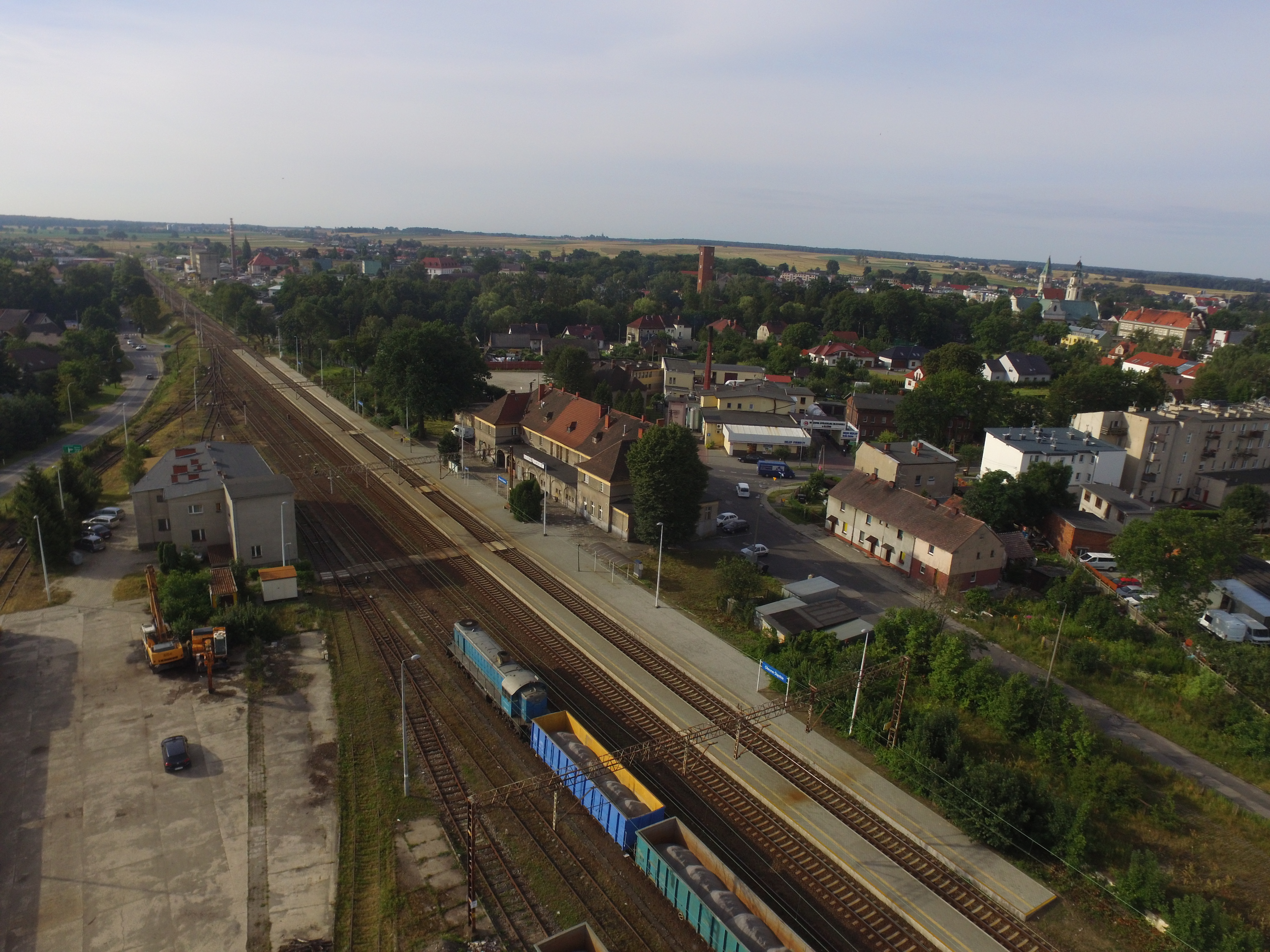
Stacja kolejowa w Oleśnie

### Transport drogowy
Przez Olesno przebiega droga krajowa:
- S11 Kołobrzeg – Piła – Poznań – Ostrów – Olesno – Bytom – (Katowice). Obwodnica została otwarta w 2023 roku. Olesno jako pierwsze miasto w województwie opolskim posiada obwodnicę w kategorii drogi ekspresowej.

Sieć uzupełniają drogi wojewódzkie:
- 493 Ciarka – Olesno – Łomnica
- 494 Bierdzany – Olesno – Wręczyca Wielka – Częstochowa
- 901 Olesno – Dobrodzień – Zawadzkie – Wielowieś – Pyskowice – Gliwice

### Transport kolejowy
| Olesno Śląskie                                         |  |                                  |
| Linia nr 143 Kalety – Wrocław Popowice WP2 (50,137 km) |  |                                  |
| Sowczyceodległość: 6,678 km                            |  | Stare Olesno odległość: 5,064 km |
| Linia nr 196 Olesno Śląskie – Praszka (0,000 km)       |  |                                  |
|                                                        |  | Boroszów odległość: 6,499 km     |

### Komunikacja autobusowa
Połączenia autobusowe obsługiwane są przez PKS Lubliniec, PKS Wieluń, PKS Kluczbork, PKS Opole, PKS Łódź, PKS Częstochowa, PKS Głogów oraz firmy prywatne (dworzec autobusowy oraz wszystkie przystanki na terenie Olesna i powiatu oleskiego podlegają pod PKS Lubliniec).
Olesno posiada bezpośrednie połączenia autobusowe z Opolem, Częstochową, Łodzią, Lublińcem, Kluczborkiem, Wieluniem, Sieradzem i in.

### Lądowisko
W 2011 otwarto oficjalnie sanitarne lądowisko przy ul. Klonowej.

## Oświata
Na terenie Olesna działają: 3 przedszkola, 2 szkoły podstawowe, 4 licea ogólnokształcące, 1 szkoła branżowa I stopnia, 2 technika i szkoła muzyczna.
| Przedszkola - Publiczne Przedszkole nr 3 (z Oddziałem Integracyjnym), ul Sądowa 5 - Publiczne Przedszkole nr 4, ul. Krasickiego 3 - Niepubliczny Punkt Przedszkolny „Stumilowy Las”, ul. Wielkie Przedmieście 51 Szkoły podstawowe - Publiczna Szkoła Podstawowa nr 2 Dwujęzyczna im. Jadwigi Śląskiej, ul. Wielkie Przedmieście 51 - Publiczna Szkoła Podstawowa nr 3 im. Powstańców Śląskich, ul. Krasickiego 25 |  | Szkoły ponadpodstawowe - I Liceum Ogólnokształcące im. Lotników Polskich, ul. Sądowa 2 - Technikum nr 1, ul. Wielkie Przedmieście 41 - Zasadnicza Szkoła Zawodowa nr 1 im. Józefa Lompy, ul. Wielkie Przedmieście 41 - Technikum nr 2 im. Mikołaja Kopernika, ul. Powstańców Śląskich 4 - II Liceum Ogólnokształcące im. Mikołaja Kopernika, ul. Powstańców Śląskich 4 - Liceum Profilowane Dla Dorosłych, ul. Pieloka 12 - Liceum Ogólnokształcące dla Dorosłych Zespołu Szkół Ekonomicznych i Ogólnokształcących, ul. Powstańców Śląskich 4 - Uzupełniające Liceum Ogólnokształcące dla dorosłych, ul. Sądowa 2 - Technikum Uzupełniające dla Dorosłych, ul. Wielkie Przedmieście 41 Inne - Państwowa Szkoła Muzyczna I st., ul. Wielkie Przedmieście 33 |

## Kultura
- Miejski Dom Kultury
- Muzeum im. Jana Nikodema Jaronia
- Młodzieżowe Studium Muzyki Rozrywkowej
- Oleska Biblioteka Publiczna im. Jakuba Alberta Pieloka w Oleśnie

### Stałe imprezy kulturalne
- Dni Olesna
- Ogólnopolski Otwarty Konkurs Poetycki „Szuflada”
- Nie zabijaj
- Ogólnopolski Przegląd Piosenki Poetyckiej w Miejskim Domu Kultury.
- Minifestiwal Piosenki Przedszkolnej
- Przegląd Teatrów Dziecięcych

### Zespoły muzyczne
- Są Gorsi
- Chór Miejski „OIenSis”
- Wind Band

### Literatura
Miastu został poświęcony esej Jarosława Petrowicza Nauczycielu dobry w zbiorze Wielopolis.

## Sport
Oleski Klub Sportowy (OKS Olesno) – istniejący w obecnej formie od 1991 roku klub piłkarski, w sezonie 2023/2024 występujący w klasie okręgowej, gr. opolskiej I. Rozgrywki odbywają się na stadionie przy ul. Wachowskiej 10 z 528 miejscami siedzącymi (w tym 152 zadaszonymi), którego boisko ma wymiary 103x64m.

## Religia

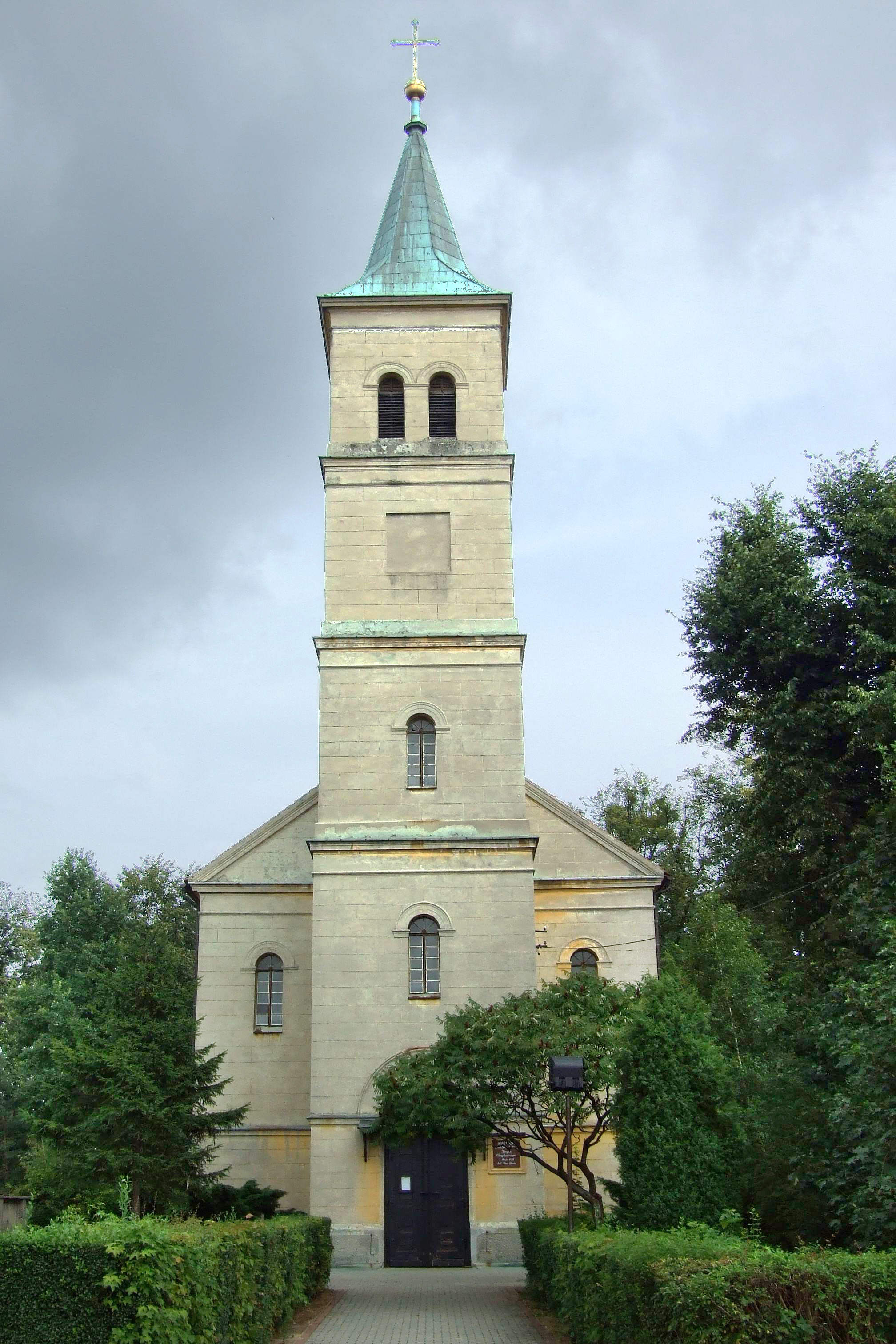
Kościół ewangelicki Krzyża Chrystusowego

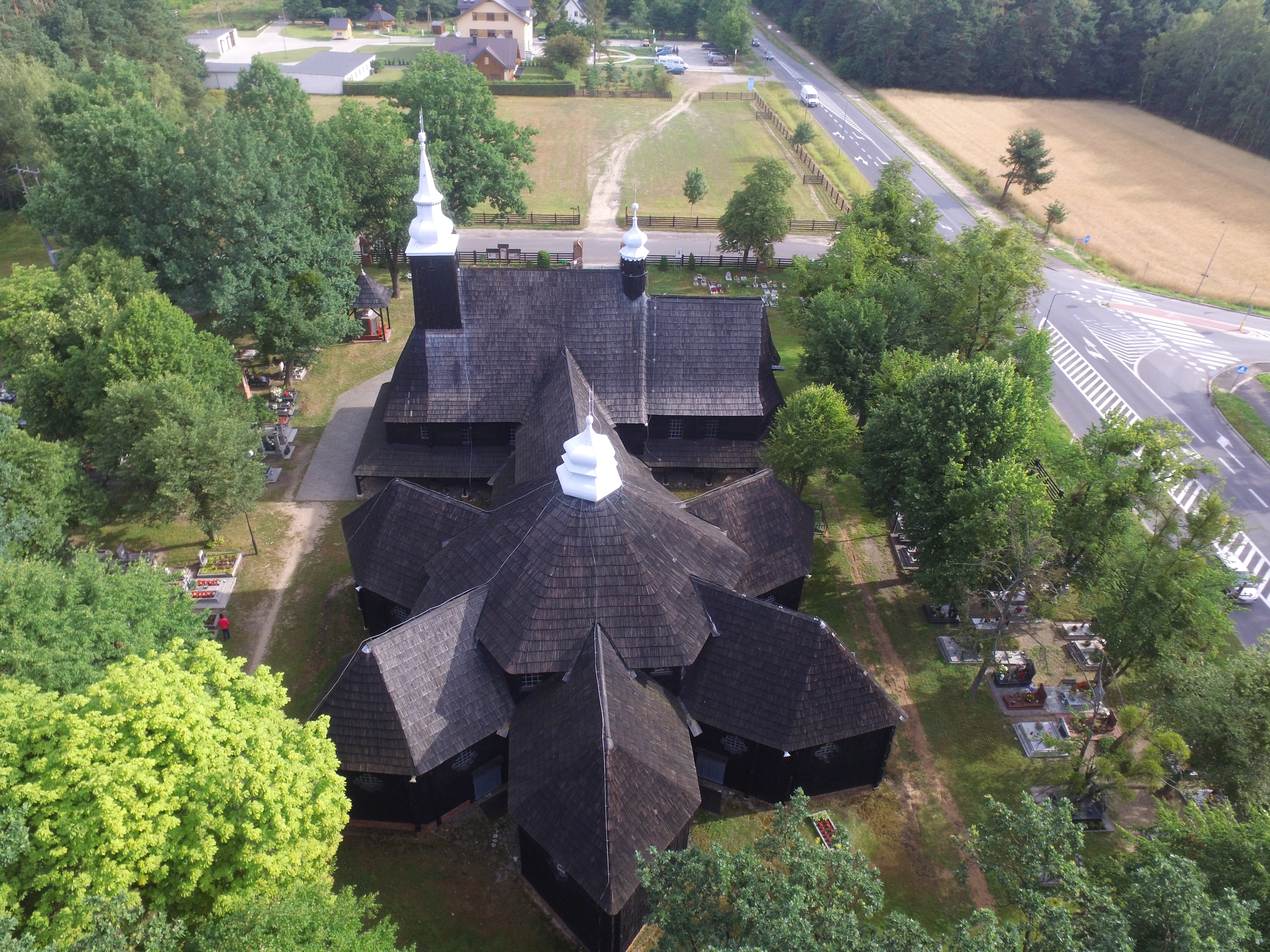
Kościół odpustowy św. Anny

### Wspólnoty wyznaniowe

#### Kościół rzymskokatolicki
Dekanat Olesno
- parafia Bożego Ciała (ul. Kościelna 1)
  - kościół Bożego Ciała (ul. Pieloka 5)
  - kościół św. Anny (ul. Gorzowska 76)
  - kościół św. Michała (ul. Kościelna 1)

#### Kościół Ewangelicko-Augsburski w RP
- kościół Krzyża Chrystusowego, filiał Olesno parafii w Lasowicach Wielkich (ul. Henryka Brodatego)

#### Kościół Zielonoświątkowy w RP
- Zbór Kanaan

#### Świadkowie Jehowy
- zbór Olesno Śląskie (Sala Królestwa ul. Opolska 90C)[46]

### Cmentarze
- Cmentarz Komunalny (ul. Powstańców Śląskich)
- Cmentarz żydowski (ul. Młyńska)

### Nieistniejące obiekty sakralne
- stara synagoga (spłonęła po uderzeniu pioruna w 1887)
- synagoga (spalona podczas nocy kryształowej z 9 na 10 listopada 1938)

## Polityka

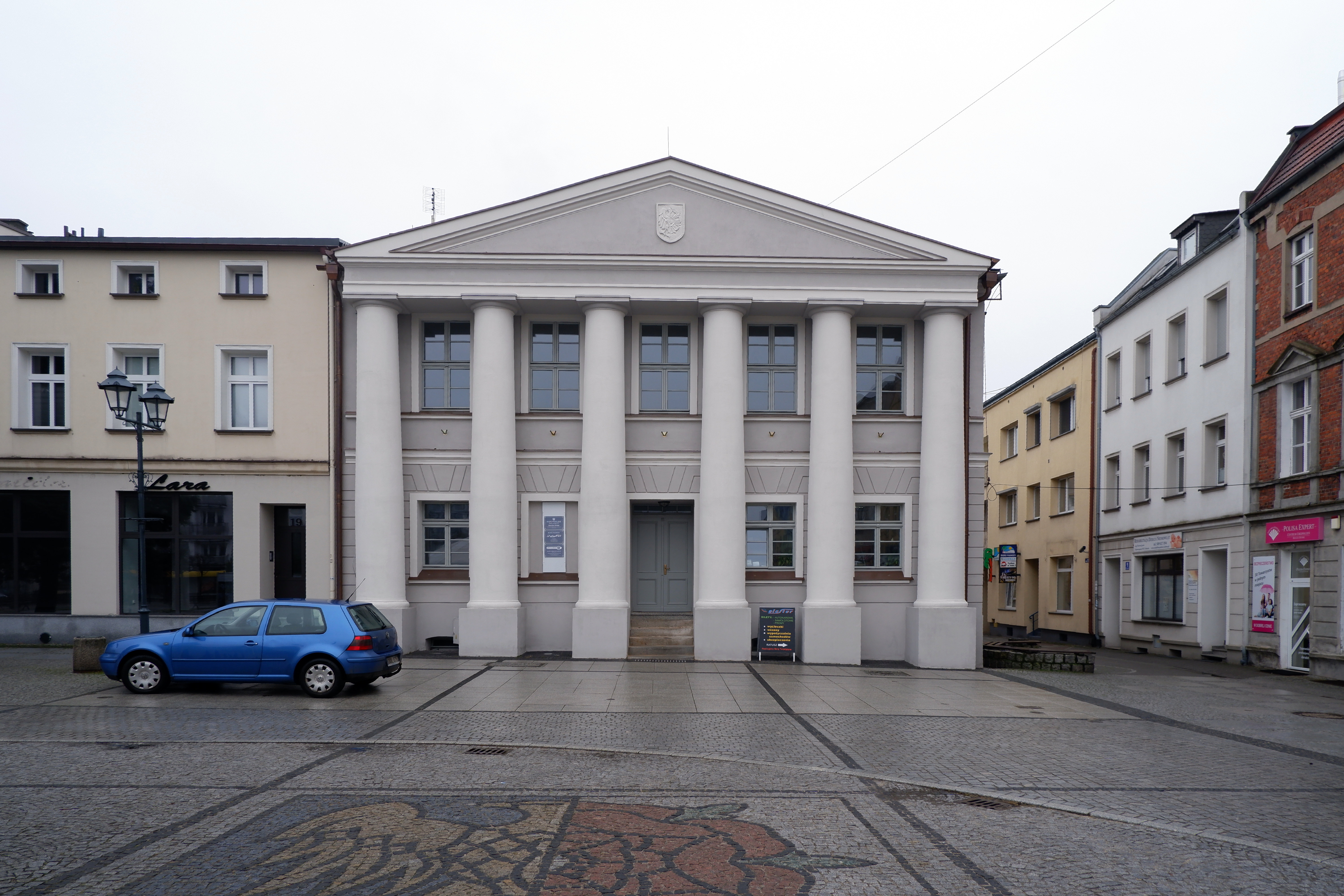
Ratusz w Oleśnie

Miasto jest siedzibą gminy miejsko-wiejskiej. Organem wykonawczym jest burmistrz. W wyborach samorządowych w 2024 na urząd został wybrany Piotr Gręda. Siedzibą władz jest Urząd Miejski przy ul. Pieloka 21. W mieście znajduje się starostwo powiatu oleskiego.

### Rada Miejska
Mieszkańcy Olesna wybierają do swojej Rady Miejskiej 8 radnych (8 z 15). Pozostałych 7 radnych wybierają mieszkańcy terenów wiejskich gminy Olesno.
Radni Rady Miejskiej VIII kadencji wybrani w wyborach samorządowych w 2018:
- Ziemia Oleska-Nasza Przyszłość (12 mandatów) – Jan Jaskulski, Artur Paluch, Tadeusz Rutko, Grzegorz Biernacki, Tadeusz Zamłyński, Andrzej Kochański, Jarosław Leszczyński, Irena Hadasik, Łukasz Czołkos, Klaudiusz Małek, Edeltrauda Zug, Henryk Kucharczyk
- KWW Piotra Grędy (1 mandat) – Piotr Gręda
- KWW Marka Leśniaka (1 mandat) – Marek Leśniak
- KWW Jana Bonk (1 mandat) – Jan Bonk

### Budżet miasta
| Budżet miasta Olesna | Budżet miasta Olesna | Budżet miasta Olesna |
| Lp.                  | Rok                  | Budżet mln zł        |
| -------------------- | -------------------- | -------------------- |
| 1                    | 2011                 | 53,1                 |
| 2                    | 2012                 | 48                   |
| 3                    | 2013                 | 45,5                 |
| 4                    | 2014                 | 49,5                 |
| 5                    | 2015                 | 58                   |
| 6                    | 2016                 | 60                   |
| 7                    | 2017                 | 65,5                 |
| 8                    | 2018                 | 74,1                 |

## Współpraca międzynarodowa
| Miasto/gmina | Państwo | Data podpisania umowy |
| ------------ | ------- | --------------------- |
| Arnsberg     | Niemcy  | 1992                  |
| Zalakaros    | Węgry   | 2 października 2008   |
| Jezdkovice   | Czechy  | 11 listopada 2015     |
| Otice        | Czechy  | 11 listopada 2015     |
| Zbyslavice   | Czechy  | 23 lutego 2016        |

## Ludzie związani z Olesnem

### Honorowi Obywatele Miasta
- Bernhard Jagoda[50]
- Wolfgang Weidel[50]
- Gerhard Kuss[50]
- Franciszek Kokot[50]
- Ilkka Liukas (2001)[50]
- Jerzy Mierzwa (2003)[51]
- Zbigniew Donarski (2007)[52]
- Erika Hahnwald (2012)[53]

### Zasłużeni dla Ziemi Oleskiej
Medal „Zasłużony dla Ziemi Oleskiej” przyznawany jest osobom, które zasłużyły się dla promocji Olesna.

#### Osoby wyróżnione
- Adelhaid Glauer
- Józef Kozioł
- Bernard Smolarek
- Eustachy Szpor
- Ewa Cichoń
- Irena Schudy
- Waldemar Klinger
- Kazimierz Konieczko
- Jan Piech
- Bernard Kus
- Ewa Bebłot
- Łucja Duda
- Ernest Hober
- Tadeusz Rutko
- Sylwester Kuzaj
- Edeltrauda Zug
- Jadwiga Sokołowska
- Dagmara Staniszewska
- Wilhelm Beker
- Korneliusz Wiatr
- Elżbieta Lesik
- Anna Meryk
- Irena Żołędź
- Jacek Szczurek
- Piotr Wrześniak
- Ferenc Novák
- Jerzy Janicki
- Janina Korzekwa
- Franciszek Pietrzok
- Waldemar Górski
- Antoni Drohomirecki
- Piotr Pawełczyk
- Jan Stanisławczyk
- Maria Mitrenga
- Jerzy Przybyła
- Franciszek Ligendza
- Andrzej Wiendlocha
- Zbigniew Bienias
- Barbara Hortecka
- Bernard Osyra
- Brygida Pulka
- Wioletta Wojczyszyn
- Sabrina Abtouche
- Łukasz Żaba
- Artur Chęciński
- Danuta Gmur
- Jan Jaskulski
- Elżbieta Stengritt-Talik
- Halina Szklanny
- Karina Duch

#### Instytucje wyróżnione
- Firma MULTI-HEKK
- Zespół charytatywny „Caritas”
- Firma Bradas

## Odznaczenia
- Order Odrodzenia Polski III klasy (1978)[54]